# Davide Gabburo
Davide Gabburo (* 1. April 1993 in Bovolone) ist ein ehemaliger italienischer Radrennfahrer.

## Sportlicher Werdegang
Bis 2017 fuhr Gabburo für verschiedene italienische Amateur-Teams bei nationalen Rennen sowie ausgewählten Rennen der UCI Europe Tour, ohne international zählbare Erfolge zu erzielen. Der Einsatz als Stagaire beim Team Ceramica Flaminia in der Saison 2013 führte zunächst zu keinem Vertrag bei einem Profi-Team.
Erst in der Saison 2018 wurde Gabburo Mitglied im UCI Continental Team Amore & Vita-Prodir, danach wechselte er jährlich die Teams von Neri Scottoli über Androni Giocattoli-Sidermec zu Bardiani CSF Faizanè im Jahr 2021. 2021 erzielte er seinen ersten Sieg als Profi beim Grand Prix Alanya. Von 2021 bis 2023 nahm er dreimal am Giro d’Italia teil, 2022 erreichte er mit einem zweiten Etappenrang auf der achten Etappe sowie Platz 53 in der Gesamtwertung seine besten Ergebnisse. 2024 war er bei der Tour of Istanbul nochmals mit einem Etappensieg erfolgreich.
Nach der Saison 2024 beendete Gaburro im Alter von 31 Jahren seine Karriere als Radrennfahrer.

## Erfolge
2021
- Grand Prix Alanya

2024
- eine Etappe Tour of Istanbul

## Grand-Tour-Platzierungen
| Grand Tour            | 2021 | 2022 | 2023 |
| --------------------- | ---- | ---- | ---- |
| Giro d’ItaliaGiro     | 106  | 53   | 64   |
| Tour de FranceTour    | –    | –    | –    |
| Vuelta a EspañaVuelta | –    | –    | –    |